# Live Tour “YELLOW VOYAGE”
『Live Tour "YELLOW VOYAGE"』（ライブ・ツアー・イエロー・ボヤージ）は、2016年6月22日に発売された、星野源の3枚目の映像作品。

## 概要
星野源がアルバム「YELLOW DANCER」を携え2016年1月から3月にかけて行われた全国ツアー「星野源 LIVE TOUR 2016 "YELLOW VOYAGE"」より、3月21日に大阪城ホールで行われたツアーファイナル公演の模様をBlu-ray・DVD化。
DISC1には大阪城ホール公演の映像が、DISC2には全11ヵ所、13公演を追ったツアードキュメンタリーが収められた2枚組で、DISC1,2共に星野源と友人によるオーディオコメンタリー収録。

## 収録内容

### DISC1
Live Tour "YELLOW VOYAGE"最終公演@大阪城ホール（2016.3.21）
全21曲（約131分）
1. 地獄でなぜ悪い
2. 化物
3. 湯気
4. Down Town
5. ステップ
6. ミスユー
7. Soul
8. 夢の外へ
9. Crazy Crazy
10. 「一流ミュージシャンからのお祝いメッセージ」
11. くせのうた
12. 口づけ
13. スーダラ節（ハナ肇とクレージーキャッツ）
14. くだらないの中に
15. Nerd Strut
16. 桜の森
17. Snow Men
18. SUN
19. Week End
20. 時よ
21. 君は薔薇より美しい（布施明）
22. Friend Ship

### DISC2
- YELLOW VOYAGE TOUR DOCUMENTARY「踊る、今」
（約45分）

### 初回生産限定盤特典
（Blu-ray・DVD共通）
- 特製ブックレット（40ページ / フルカラー）
・星野源インタビュー：「星野源が振り返る、3ヶ月にわたる黄色い旅の景色」
・解説：「Voyage to"YELLOW MUSIC"～『YELLOW DANCER』を紐解く～」
文：高橋芳朗（音楽ジャーナリスト）
・対談：星野源 × MIKIKO（振付師）
・当日のリハーサル、ステージ裏をおさめたオフショット
- 特殊ケース仕様

## 星野源 LIVE TOUR 2016 "YELLOW VOYAGE"
『星野源 LIVE TOUR 2016 "YELLOW VOYAGE"』は、2016年1月から3月まで開催され、全11箇所・13公演を回った星野源の2年ぶり、過去最大規模となった全国ツアー。

### 日程・会場
| 公演日  | 開場 / 開演   | 会場                                         |
| ------- | ------------- | -------------------------------------------- |
| 1月9日  | 17:00 / 18:00 | 北海道 さっぽろ芸術文化の館 ニトリ文化ホール |
| 1月16日 | 16:30 / 17:30 | 石川県 本多の森ホール                        |
| 1月23日 | 17:00 / 18:00 | 埼玉県 さいたまスーパーアリーナ              |
| 1月24日 | 16:00 / 17:00 | 埼玉県 さいたまスーパーアリーナ              |
| 1月28日 | 17:30 / 18:30 | 香川県 アルファあなぶきホール 大ホール       |
| 2月3日  | 18:00 / 19:00 | 宮城県 仙台サンプラザホール                  |
| 2月9日  | 17:30 / 18:30 | 愛知県 日本ガイシホール                      |
| 2月16日 | 18:00 / 19:00 | 福岡県 福岡サンパレス                        |
| 2月27日 | 17:00 / 18:00 | 兵庫県 神戸ワールド記念ホール                |
| 2月28日 | 16:00 / 17:00 | 兵庫県 神戸ワールド記念ホール                |
| 3月5日  | 17:00 / 18:00 | 広島県 広島文化学園HBGホール                 |
| 3月14日 | 17:30 / 18:30 | 東京都 日本武道館 ※追加公演                  |
| 3月21日 | 17:00 / 18:00 | 大阪府 大阪城ホール ※追加公演                |